# Going My Way
Going My Way (Siguiendo mi camino en España, El buen pastor en Hispanoamérica) es una película estadounidense de 1944 dirigida por Leo McCarey y protagonizada por Bing Crosby y Barry Fitzgerald.
Entre las películas sobre sacerdotes que Hollywood llevó a las carteleras a mediados del siglo XX, Going My Way es una de la más representativa de todas, por el enorme éxito de público que le proporcionó a la Paramount Pictures y los importantes galardones que cosechó. El principal responsable de la misma fue el cineasta católico Leo McCarey, uno de los directores más prestigiosos de la época. El propio realizador escribió un eficaz argumento -que trasladarían al guion Frank Butler y Frank Cavett-, acerca del conflicto generacional que surge en una iglesia de Nueva York, cuando las estrictas pautas del viejo párroco colisionan con las nuevas formas del padre OMalley, para hacer llegar la fe al pueblo de una manera más cercana.

## Argumento
Esta es la historia de un nuevo sacerdote, Chuck O'Malley (Bing Crosby), que llega a la iglesia de Saint Dominic en calidad de nuevo párroco. Sus nuevas ideas le harán entrar en pugna con el padre Fitzgibon (Barry Fitzgerald), mucho más severo y tradicional. 
No obstante, su labor con los chicos del barrio, con los que forma un coro en la parroquia (llegando incluso a grabar un disco), y su apoyo a una chica que ha decidido abandonar su casa y que acaba enamorándose del hijo del prestamista que quiere embargar a la iglesia, le harán ganarse el cariño de todos.

## Reparto
- Bing Crosby como el Padre Chuck O'Malley
- Barry Fitzgerald como el Padre Fitzgibbon
- Frank McHugh como el Padre Timothy O'Dowd
- James Brown como Ted Haines, Jr.
- Gene Lockhart como Ted Haines, Sr.
- Jean Heather como Carol James/Haines
- Porter Hall como Mr. Belknap
- Fortunio Bonanova como Tomaso Bozanni
- Eily Malyon como Mrs. Carmody
- Robert Mitchell Boychoir as
- Risë Stevens como Genevieve Linden (Jenny Tuffel)
- Stanley Clements como Tony Scaponi
- William Frawley como Max Dolan

## Producción

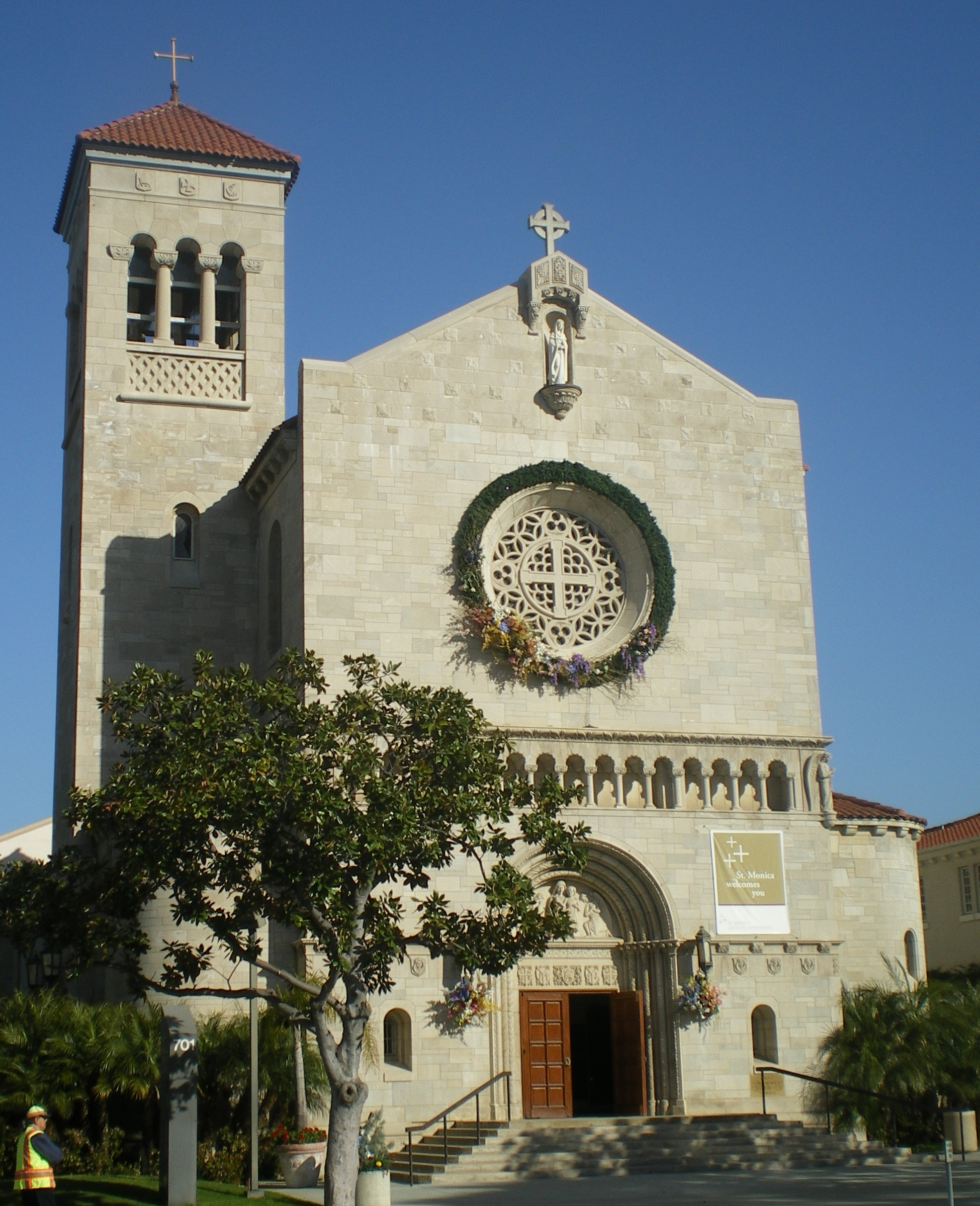
Iglesia de Santa Mónica, utilizada para rodar la película

Las ubicaciones de filmación incluyeron lo siguiente:
- Lakeside Country Club, 4500 W. Lakeside Drive, Toluca Lake, Los Ángeles, California (secuencias de golf)
- Paramount Studios, 5555 Melrose Avenue , Hollywood, Los Ángeles, California (estudio)
- Iglesia Católica de Santa Mónica, Santa Mónica, California (Santo Domingo)
- Auditorio Shrine, Los Ángeles, California (estacionamiento).

## Recepción
Según The New York Times , Going My Way fue "el mejor" de la carrera de Crosby, que es "decir mucho para un artista que ha sido una de las alegrías más constantes de la pantalla. Pero, en esta película de Leo McCarey ... definitivamente ha encontrado su papel más robusto hasta la fecha ". El crítico del New York Times Bosley Crowther criticó la duración de la película mientras elogiaba a Crosby, y señaló que "ha sido increíblemente apoyado por Barry Fitzgerald, quien interpreta a uno de los personajes más cálidos que la pantalla haya conocido. De hecho, Es un desaire cruel sugerir que este es el programa del Sr. Crosby. Es suyo y del Sr. Fitzgerald juntos. Y lo convierten en una de las delicias raras del año ".
A Variety le gustó la película y dijo: "Bing Crosby tiene un papel hecho a medida en Going My Way , y con la gran ayuda de Barry Fitzgerald y Rise Stevens, hace clic de manera sólida para proporcionar entretenimiento de primer nivel para el atractivo de la audiencia. en todas las reservas ... Las escenas íntimas entre Crosby y Fitzgerald dominan en todas partes, y ambas proporcionan caracterizaciones ingeniosas..."

## Galardones
- Premios Oscar 1944
  - Mejor película
  - Mejor director: Leo McCarey
  - Mejor actor principal: Bing Crosby
  - Mejor actor de reparto: Barry Fitzgerald
  - Mejor argumento: Leo McCarey
  - Mejor guion adaptado: Frank Butler y Frank Cavett
  - Mejor canción: Jimmy Van Heusen y Johnny Burke ("Swinging on a Star")

- Otras nominaciones
  - Mejor actor principal: Barry Fitzgerald
  - Mejor fotografía en blanco y negro: Lionel Lindon
  - Mejor montaje: Leroy Stone

## Comentario
A partir de una historia propia, Leo McCarey dirigió esta película donde se honra al sacerdocio, y se presenta a un miembro de esta profesión de servicio a los demás dotado de una gran simpatía, entrañablemente interpretado por el gran Bing Crosby. La cinta fue la gran triunfadora en los Oscar de 1944, y alcanzó tal éxito de público que originó una secuela, Las campanas de Santa María, en la que a Bing Crosby se sumaría la galardonada Ingrid Bergman. Obtuvo siete estatuillas y fue nominada a otros tres premios.